# Naked (canción de Dev)
«Naked» (Desnudo) es una canción de la artista estadounidense Dev junto con el artista español Enrique Iglesias. La canción fue lanzada como el tercer sencillo del álbum debut de Dev The Night the Sun Came Up (2011) el 20 de diciembre de 2011. Fue grabado originalmente para la reedición del álbum de Iglesias Euphoria (2010), sin embargo, la reedición fue cancelada.

## Video musical
El video fue filmado a finales de febrero de 2012 por el director BBGun, el mismo que dirigió Enrique Iglesias de vídeo para Tonight (I'm Lovin' You) Fue subido a la cuenta oficial de DevVEVO el 29 de marzo de 2012. El vídeo gira en torno a la vida nocturna de Las Vegas, donde Dev y Enrique se muestra la participación en diversas actividades de juegos de azar a cruzar en los clubes y calles.

## Lista de canciones
- Descarga digital

1. "Naked" – 3:58

- Single CD Promocional

1. "Naked" – 3:58
2. "Naked" (Tempo Mix) - 4:13
3. "Naked" (R3hab Remix) - 4:21
4. "Naked" (Static Revenger Remix) - 5:38
5. "Naked" (MK Remix) - 5:23
6. "Naked" (Trevor Simpson Remix) - 4:22

- Record Store Day 7" vinyl

1. "Naked" – 3:58
2. "Naked" (R3hab Remix) - 4:12

- Datos: Q2058422